# 来玉龙
来玉龙（1945年11月—），山西省应县人。中华人民共和国政治人物。

## 生平
1964年8月进入太原工学院机械系机械制造专业。1972年12月，来玉龙成为雁北行署林业局政工干事。1979年11月，升为雁北行署林业局秘书科副科长。1981年6月，升为副处级的雁北行署农委生产办公室副主任。1982年6月，改为担任雁北行署多种经营领导组办公室副主任。1983年5月，任平鲁县委副书记；同年9月，升为县委书记。1988年12月，调入朔州市政府筹备组。1989年3月，担任新成立的朔州市副市长。期间，来玉龙于1989年9月至1990年7月在中央党校中青班学习。1992年2月，任朔州市委常委、副市长。1992年12月改为朔州市委副书记。1996年4月，被任命为朔州市委副书记、市长。2000年2月，升为市委书记。2001年10月赴大同任职，成为大同市委书记，任职至2006年2月。此前，2006年1月的中国人民政治协商会议第九届山西省委员会第四次会议上，来玉龙被补选为山西省政协第九届委员会常委。